# Coenosia subvittata
Coenosia subvittata är en tvåvingeart som först beskrevs av Malloch 1925.  Coenosia subvittata ingår i släktet Coenosia och familjen husflugor. Inga underarter finns listade i Catalogue of Life.